# ماجراجویی‌های هراس‌انگیز سابرینا
ماجراجویی‌های هراس‌انگیز سابرینا (به انگلیسی: Chilling Adventures of Sabrina) یک سریال اینترنتی در ژانر ترسناک ماوراء طبیعی است که توسط روبرتو آگیره-ساکاسا و با الهام از کامیک بوکی به همین نام برای نت‌فلیکس ساخته شده است. ماجراجویی‌های هراس‌انگیز سابرینا از محصولات اصلی نت‌فلیکس است و با همکاری وارنر برادرز تلویژن، برلانتی پروداکشنز و آرچی کامیکس تهیه شده است.
کرنان شیپکا در این سریال در نقش اصلی یک از شخصیت‌های آرچی کامیکس؛ یعنی سابرینا اسپل‌من ظاهر شده است. راس لینچ، لوسی دیویس، چنس پردومو، میشل گومز، تاتی گابریل، ادلین رودولف و جاز سینکلر از دیگر بازیگران سریال هستند. این سریال ابتدا قرار بود برای شبکه سی‌دابلیو ساخته شود تا در کنار سریال ریوردیل یک همکاری دیگر بین سی‌دابلیو و آرچی کامیکس باشد اما پروژه به دلایل مختلف به سرانجام نرسید. در دسامبر ۲۰۱۷، نت‌فلیکس حق ساخت سریال را خرید. سپس همان ابتدا اعلام شد که سریال در چهار فصل تولید خواهد شد. ; فصل اول و دوم سریال به صورت تولید پشت سر هم در ونکوور بریتیش کلمبیا فیلم‌برداری شد.
فصل اول سریال در تاریخ ۲۶ اکتبر ۲۰۱۸ و فصل دوم نیز در تاریخ ۵ آوریل ۲۰۱۹ توسط نت‌فلیکس منتشر شد. فصل اول دارای ١٠ قسمت و فصل دوم دارای ٩ قسمت هستند. همچنین یک اپیزود ویژه کریسمس نیز در تاریخ ۱۴ دسامبر ۲۰۱۸ مابین فصل اول و دوم منتشر شد. فصل سوم و چهارم نیز در تاریخ ۲۴ ژانویه و ۳۱ دسامبر ۲۰۲۰ به تعداد ٨ قسمت و مجموعاً ١۶ قسمت پخش شدند.
سریال نقدهای بسیار مثبتی دریافت کرد و در زمینه تیم بازیگری، منطق داستانی، جلوه تصویری و کارگردانی مورد تحسین قرار گرفت.

## داستان
سریال، داستان دختر جوانی به نام سابرینا اسپل‌من را دنبال می‌کند که با هویت دوگانه نیمه جادوگر-نیمه انسان خود دچار چالش شده است. در همین حال او باید علاوه بر مشکلاتی که خودش دارد، با نیروهایی شیطانی که هم او و هم خانواده‌اش، انسان‌ها و دنیایی را که در آن ساکن هستند را تهدید می‌کنند، مبارزه و مقابله کند.